# Hlyniany
Hlyniany (en ukrainien : Глиняни) ou Gliniany (en russe : Глиняны ; en polonais : Gliniany) est une petite ville de l'oblast de Lviv, en Ukraine. Sa population s'élevait à 2954 habitants en 2022.

## Géographie
Hlyniany est située à 37 km — 40 km par la route — à l'est de Lviv.

## Histoire
Le premier document qui mentionne Hlyniany remonte à 1379, lorsque la localité passa sous la domination du roi de Pologne. Elle reçut le droit de Magdebourg en 1397. La ville profita de sa position de carrefour de routes commerciales et reçut l'autorisation d'organiser trois foires par an à partir de 1578. En 1866, une célèbre école de tissage y est implantée. Une communauté juive était présente à Hlyniany depuis le XVe siècle. Elle eut à souffrir des attaques des Tatars au XVIIe siècle. La ville comptait 4 906 habitants en 1900, dont 39 pour cent de Juifs. On comptait 2 300 Juifs en 1939. De septembre 1939 à juillet 1941, la région fut occupée par l'Union soviétique puis subit l'occupation allemande. Les Juifs de Hlyniany furent internés dans un camp de travail à Kurwice puis, en décembre 1942 envoyés dans le ghetto de Peremychliany avant d'être exterminés durant l'été 1943. Lorsque la ville fut libérée par l'Armée rouge, en août 1944, il ne restait plus que vingt Juifs survivants. Hlyniany a le statut de ville depuis 1993.

## Population
Recensements (*) ou estimations de la population :
| 1900  | 1939  | 1959* | 1970* | 1979* | 1989* | 2001* | 2011  |
| ----- | ----- | ----- | ----- | ----- | ----- | ----- | ----- |
| 4 906 | 5 000 | 2 517 | 3 962 | 3 904 | 3 846 | 3 378 | 3 242 |

| 2012  | 2013  | 2014  | 2015  | 2016  | 2017  | 2018  | 2019  |
| ----- | ----- | ----- | ----- | ----- | ----- | ----- | ----- |
| 3 194 | 3 183 | 3 165 | 3 152 | 3 151 | 3 140 | 3 110 | 3 103 |

## En images

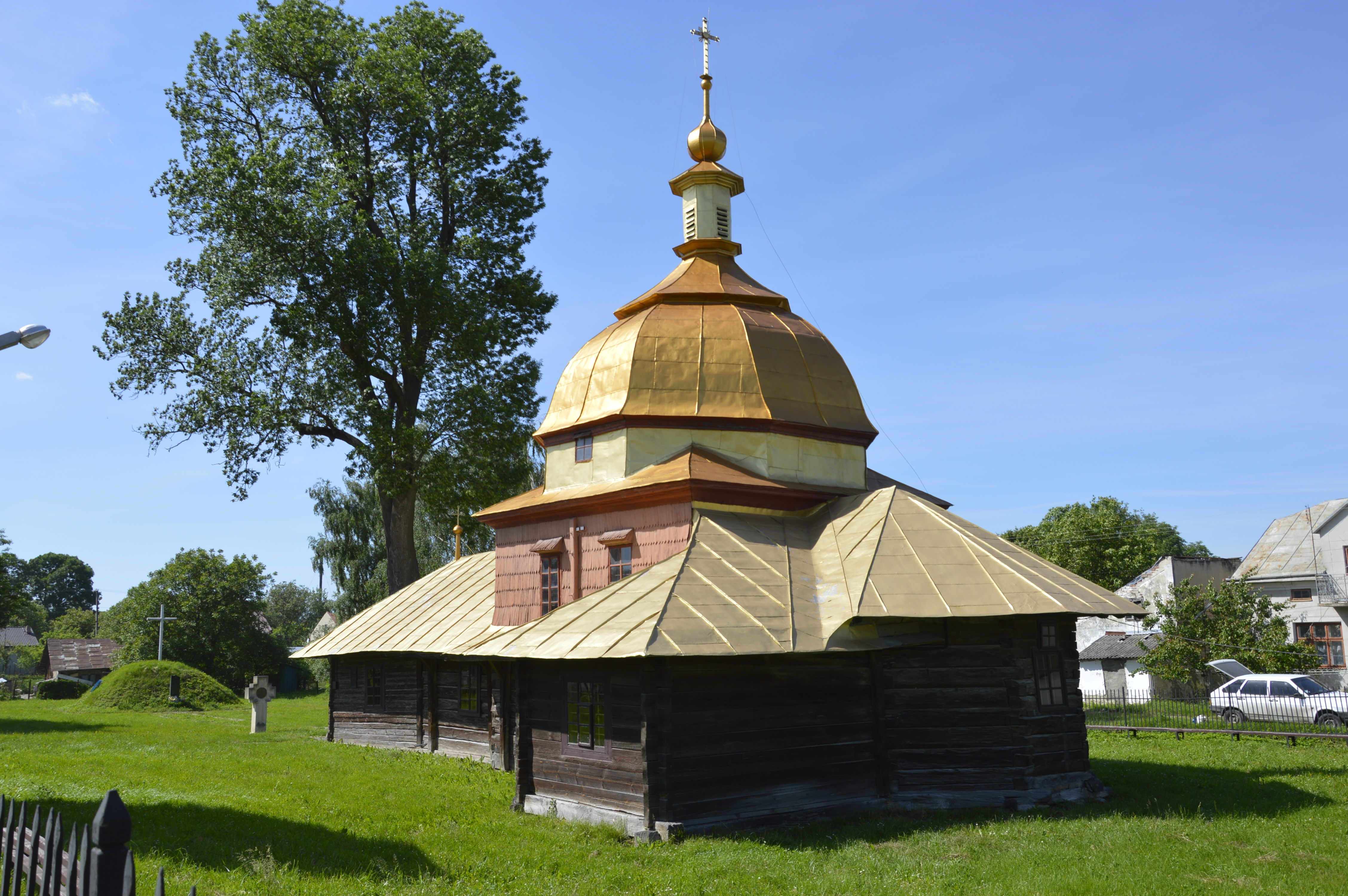
Eglise de la Dormition classée[1],
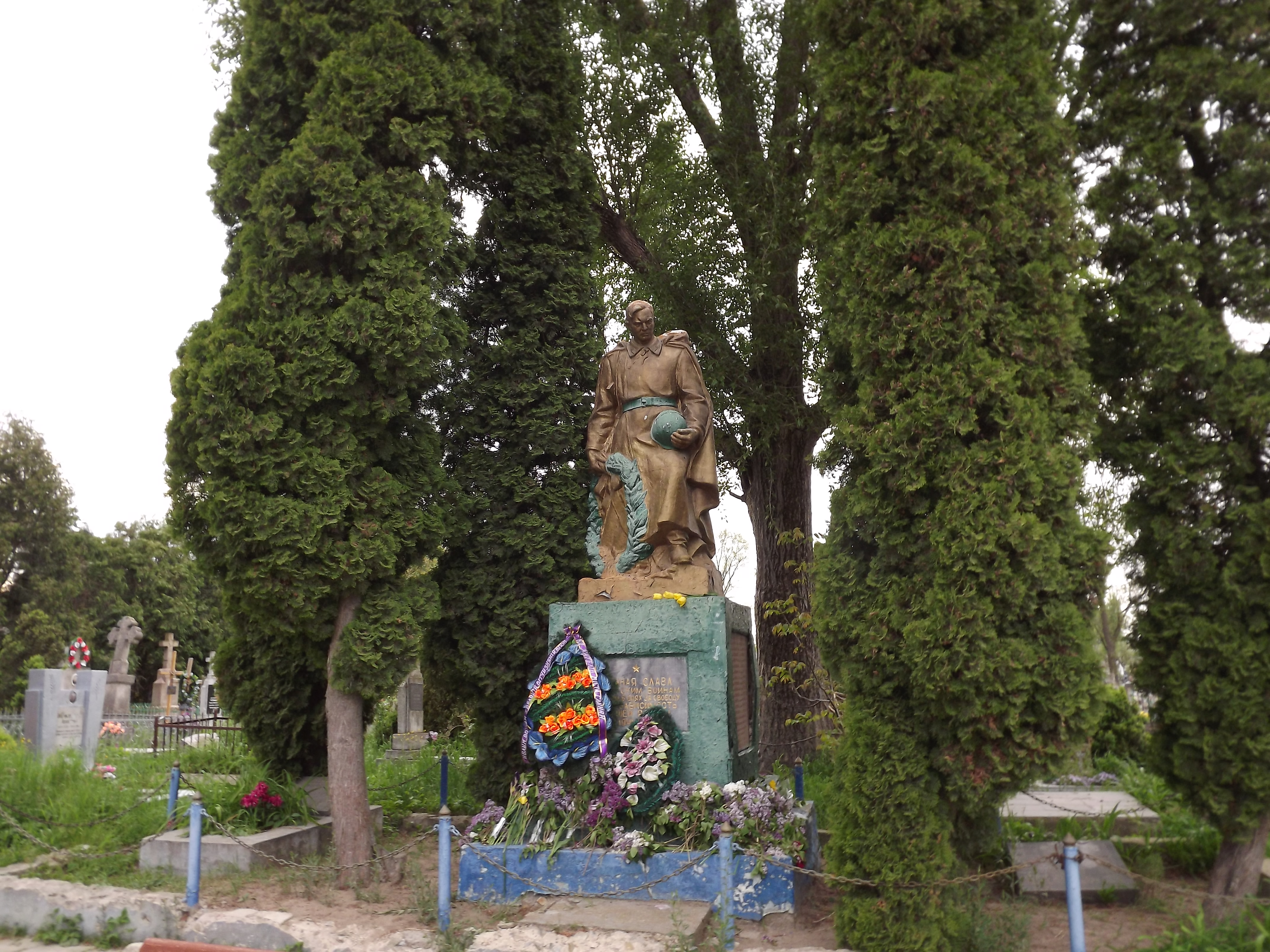
mémorial de la seconde guerre mondiale classée[4],
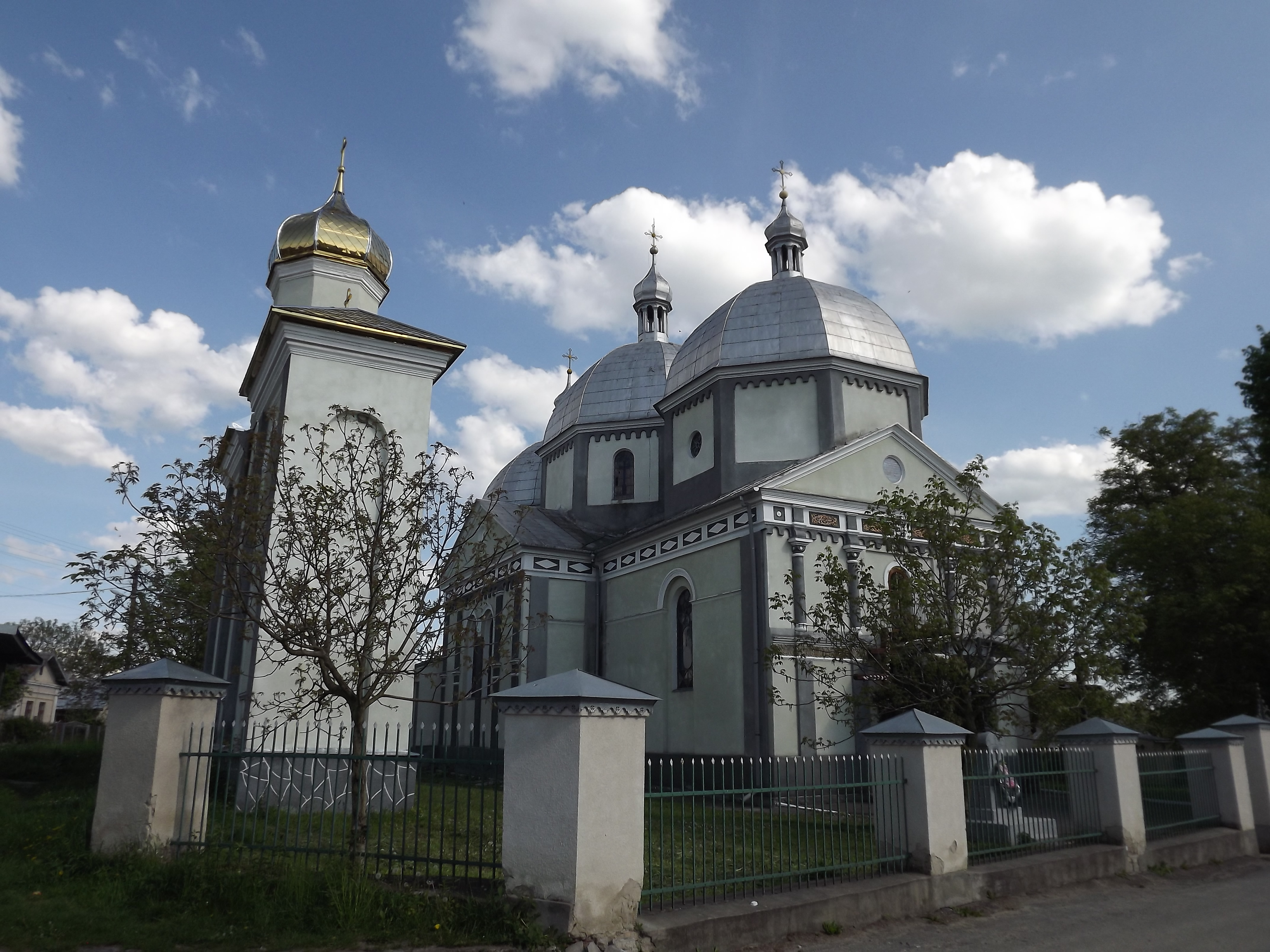
église Sainte-Anne classée[5], et son clocher.